# Kunpeszér
Kunpeszér est un village et une commune du comitat de Bács-Kiskun en Hongrie.